# 李昇 (鳳陽)
李昇（1631年—1645年），字東君，鳳陽府鳳陽縣人，明朝、南明軍事人物。

## 生平
李昇是岐陽王李文忠的十一世孫，身形短小精悍，喜歡詩詞，擅長騎射。崇禎十七年（1644年），他才十四歲，就襲官都督同知。史可法檄召各鎮北上勤王，李昇請求給與五百人作前鋒，可法感嘆他的言論，但考慮他只是童子，只將他的話放在一邊。翌日，朝廷閱京營兵，李昇一發九箭都射中目標，令史可法大喜。軍隊未渡河，就已傳出北京失守，事情就此停下。
弘光帝繼位，劉孔昭和馬士英、阮大鋮朋輩為奸，李昇非常怨憤，在路上遇上劉孔昭，就伸出手指指著大罵；劉孔昭很是討厭他，彈劾他至罷官。史可法前往揚州，招引他參與軍事，很快積勞得病，嘔血歸鄉。南京淪陷，李昇到天台山出家為僧；浙東失守，監國魯王出海，他痛哭發狂而死。

## 引用
1. 1 2  錢海岳《南明史·卷三十七·列傳第十三》：李昇，字東君，鳳陽人。岐陽王文忠十一世孫。短小精悍，耽吟詠，善騎射。崇禎十七年，年才十有四，襲都督同知。史可法檄召諸鎮北上勤王，昇請以五百人為前鋒，可法壯其言，然以童子也，姑置之。翌日，大閱京營，昇彎勁弩，一發九矢皆破的，可法大喜。師未濟而凶問至，遂已。
2. ↑  錢海岳《南明史·卷三十七·列傳第十三》：安宗立，劉孔昭與馬、阮朋奸。昇憤甚，遇孔昭於途，戟手毒罵。孔昭大恨，劾罷之。可法往揚州，招參軍事，尋積勞得嘔血疾歸。南京亡，走天台山為僧。浙東不守，監國魯王航海，痛哭發狂死。